# Free Speech Movement

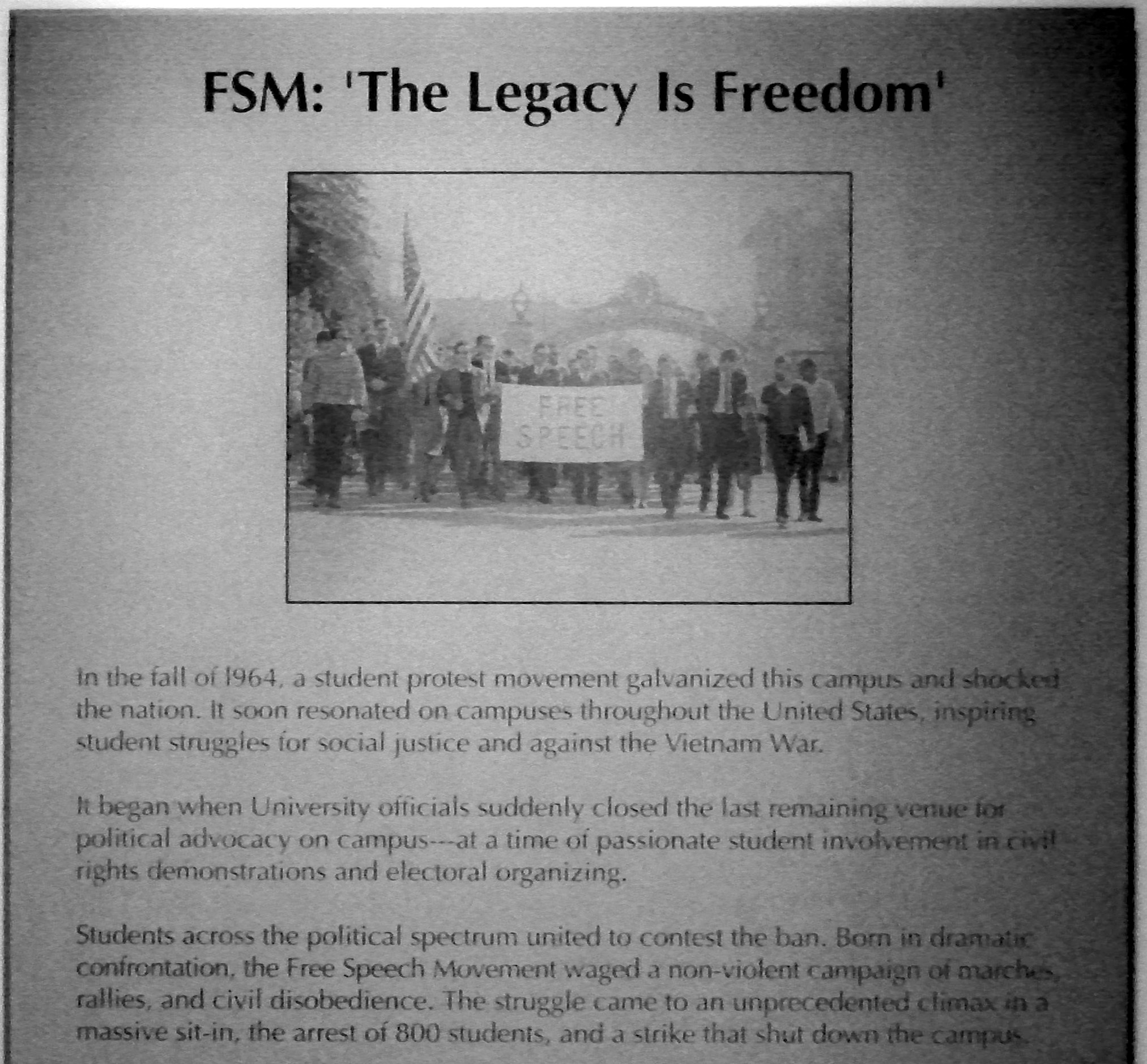
Ricordo del Free Speech Movement presso l'Università di California, Berkeley.

Il Free Speech Movement (FSM) è stato un movimento di protesta studentesco che ebbe origine durante l'anno accademico 1964-1965, nel campus dell'Università di California, Berkeley, sotto la guida informale di alcuni leader studenteschi, tra cui Mario Savio, Brian Turner, Bettina Aptheker, Steve Weissman, Art Goldberg, Jackie Goldberg, e altri.
Durante le proteste, senza precedenti all'epoca, gli studenti insistettero sul fatto che l'amministrazione dell'università togliesse il divieto del campus di praticare attività politica e di riconoscere il diritto degli studenti alla libertà di espressione e alla libertà accademica.